# Kashmir: Symphonic Led Zeppelin
Kashmir: Symphonic Led Zeppelin – album instrumentalny inspirowany utworami Led Zeppelin. Utwory zostały skomponowane i zaaranżowane przez Jaza Colemana i wykonane przez London Philharmonic Orchestra pod kierownictwem Petera Scholesa.

## Lista utworów
1. "Dawn at the Great Pyramid" – 3:33
2. "Kashmir" – 7:54
3. "The Battle of Evermore" – 8:10
4. "Stairway to Heaven" – 10:40
5. "When the Levee Breaks" – 7:15
6. "Going to California" – 10:24
7. "Friends" – 5:40
8. "All My Love" – 10:35
9. "Kulu Valley" (Ambient Remix) – 7:42